# Karta Olimpijska

Flaga olimpijska

Karta Olimpijska – zbiór podstawowych zasad Ruchu Olimpijskiego, przyjętych przez Międzynarodowy Komitet Olimpijski. Karta Olimpijska określa także warunki organizacji igrzysk olimpijskich. Karta Olimpijska pełni rolę statutu MKOl-u.
Podstawowe zasady Ruchu Olimpijskiego określone są w sześciu punktach preambuły Karty Olimpijskiej. Zgodnie z punktem 6. „przynależność do Ruchu Olimpijskiego wymaga przestrzegania zasad Karty Olimpijskiej”. Punkt 1. podkreśla znaczenie dla Ruchu podstawowych zasad etycznych, natomiast punkt 5. stwierdza, że przynależność do Ruchu Olimpijskiego wyklucza wszelkie formy dyskryminacji na tle rasowym, religijnym, politycznym lub innym.

## Zawartość
Karta Olimpijska składa się z 6 rozdziałów:
1. Ruch olimpijski i jego działania
2. Międzynarodowy Komitet Olimpijski (MKOl)
3. Międzynarodowe Federacje
4. Narodowe Komitety Olimpijskie (NKOl)
5. Igrzyska olimpijskie
6. Środki i sankcje, procedury dyscyplinarne i rozstrzyganie sporów